# Anna Olsson (handbollsspelare)
Anna Olsson, född 8 december 1986 i Karlshamn, är en svensk handbollsspelare (vänsternia/mittnia).

## Karriär
Olsson började spela handboll i unga år i Karlhamns HF. Hon har spelat för Eslövs IK 2004–2011, FIF Håndbold 2011–2012 Lugi HF 2012-2014, därefter i Kristianstad HK 2014–2015. Hon lämnade Kristianstad och därefter har hon spelat i H65 Höör.
År 2017 när H65 Höör tog SM-guld var Anna Olsson lagkapten. På hösten 2017 började hon arbeta för IFK Kristianstad som idrottskonsulent. I en intervju berättade hon att hon ser säsongen 2017-2018 som sin sista som elitspelare. Så blev inte fallet utan Anna Olsson valde att spela även 2018-2019 för H65 Höör. I juli 2019 stod det helt klart att hon avslutat sin elitkarriär, men att hon tänka sig göra inhopp på lägre nivå. 2021 gjorde hon comeback i H65 på grund av klubbens skadesituation och spelade under säsongen.. Hon har vunnit SM-silver med tre olika klubbar Eslöv 2011, Lugi 2013 och H65 2018.

### Landslagsspel
Alla tre syskonen har spelat i svenska A-landslaget. Anna Olsson har gjort fyra landskamper 2005–2010. Hon landslagsdebuterade 18 år gammal den 16 oktober 2005 i Chorzov Polen mot Portugal. Matchen slutade med förlust 23-25. Sista landskampen 26 maj 2010 i Baku mot Azerbaijan slutade med seger. 

### Privatliv
Anna Olsson tillhör en handbollsfamilj. Hennes farbror Lars Olsson var på sin tid storskytt bland annat i IFK Kristianstad och är 2017 assisterande tränare i IFK Kristianstad. Lars Olssons dotter Lina Olsson är också f.d handbollsspelare med förflutet i Karlshamn, Eslöv och Lugi. Anna Olsson har också två syskon som spelat handboll, Maria Olsson och Markus Olsson.

### Fotnoter
1. ↑  http://www.sydsvenskan.se/2015-07-03/anna-olsson-klar-for-konkurrenten-h65
2. ↑  Fredrik Hasselgren. ”Anna Olsson Handlar om att våga”. Svensk Handboll hemsida 25 maj 2017. Arkiverad från originalet den 3 juni 2017. https://web.archive.org/web/20170603172556/http://www.svenskhandboll.se/SHE/Nyheter/AnnaOlssonHandlaromattvaga/. Läst 25 februari 2017.
3. ↑  ”Stjärnan slutar - kan hoppa in i IFK”. Kristianstadbladet. 10 juli 2019. http://www.kristianstadsbladet.se/sport/anna-olsson-slutar-kan-hoppa-in-i-ifk/. Läst 18 oktober 2019.
4. ↑  ”Oväntade comebacken: Anna Olsson åter i H65 Höör”. Skånesport. 12 augusti 2021. https://skanesport.se/2021/08/12/ovantade-comebacken-anna-olsson-ater-i-h65-hoor/. Läst 14 maj 2022.
5. ↑  Irene Ek Jan Wigren, red (2015-2016). Handbollboken.Officiell kalender för Svenska Handbollförbundet.. Handbollboken 1945-. Stockholm